# Anna Ołdak
Anna Ołdak z domu Śmiszek (ur. 6 marca 1983 w Stalowej Woli) – polska piosenkarka, współzałożycielka, liderka i wokalistka zespołu Momo. Lektorka telewizyjna i radiowa, „głos polskiego Google”.

## Życiorys
Jest absolwentką Szkoły Muzycznej w Stalowej Woli, którą ukończyła w klasie fortepianu. Uczęszczała również na wydział piosenki w Szkole Muzycznej przy ul. Bednarskiej w Warszawie. Ma wykształcenie logopedyczne i pedagogiczne. Jej brat, Krzysztof Śmiszek, jest politykiem.
Karierę muzyczną zaczynała jako chórzystka podczas sesji nagraniowych artystów, takich jak m.in. zespoły T.Love i Pustki. Wiosną 2011 w Warszawie założyła zespół Momo. Na początku 2013 z zespołem wzięła udział w przesłuchaniach do piątej edycji programu Polsatu Must Be the Music. Tylko muzyka, podczas których wykonała debiutancki singiel „Od dzisiaj”. Awansowała do rundy półfinałowej, w której nie zdobyła awansu do finału. W czerwcu wystąpiła z zespołem na 50. Krajowym Festiwalu Piosenki Polskiej w Opolu w ramach konkursu SuperPremiery 2013, podczas którego zagrali piosenkę „Od dzisiaj”. We wrześniu tego samego roku wydała z zespołem album studyjny, zatytułowany po prostu Momo, na który Ołdak nagrała partie wokalne i napisała teksty piosenek we współpracy z Anną Saraniecką, Radosławem Łukasiewiczem, Pablopavo, Janem Piętką i Igorem Spolskim.
W kwietniu 2014 rozpoczęła realizację autorskiego projektu muzycznego NeoMoMo, który skupiał się na połączeniu dźwięków ze światłem w formie programu składającego się z wywiadu i minikoncertu, w trakcie którego artyści wykonują w duecie utwór z repertuaru zespołu MoMo oraz z repertuaru gościa. We wrześniu tego samego roku potwierdzono, że Ołdak została „głosem polskiego Google”. 1 lutego 2019 wydała album pt. Różowy/Niebieski.